# Schultén
Schultén ist der Name eines finnlandschwedischen Adelsgeschlechts schwedischen Ursprungs.
Die Familie stammt aus der västmanländischen Familie Schultenius, zu der der Orientalist Carl Schultén, Professor für Theologie und sein Bruder Samuel Schulteen, Professor für Rechtswissenschaften, gehörten. Sein Sohn Natanael Gerhard Schultén wurde 1809 auf den Namen Schultén geadelt.

## Familienmitglieder
- August Benjamin af Schultén (1856–1912), finnischer Chemiker
- Hugo af Schultén (1850–1891), finnischer Herausgeber
- Johanna af Schultén (* 1965), finnische Schauspielerin
- Nathanael af Schultén (1794–1860), finnischer Mathematiker